# Juropani
Juropani (nep. जुरोपानी) – gaun wikas samiti we wschodniej części Nepalu w strefie Meći w dystrykcie Jhapa. Według nepalskiego spisu powszechnego z 2001 roku liczył on 2166 gospodarstw domowych i 10624 mieszkańców (5355 kobiet i 5269 mężczyzn).